# Titan Aerospace Atmosat
Die Titan Aerospace Atmosat ist ein Projekt des US-amerikanischen Herstellers Titan Aerospace für ein unbemanntes Luftfahrzeug. Atmosat ist eine Kombination der Begriffe atmospheric und satellite. Ein herausragendes Merkmal der Konstruktion ist die extreme Dauer des autonomen Flugs von geplanten Monaten bis hin zu mehreren Jahren.

## Geschichte
Titan Aerospace stellte die Atmosat im Sommer 2013 auf der jährlich stattfindenden Konferenz der Association of Unmanned Vehicles and Systems International (AUVSI) in Washington vor. Gezeigt wurden zwei Varianten der Atmosat mit den Bezeichnungen SOLARA 50 und SOLARA 60. Jedes Flugzeug besitzt einen einzelnen Propeller und ein autonomes Flugsteuerungssystem. Die Maschine wird mit einem Katapult vom Boden gestartet und operiert mit einer Geschwindigkeit von 97 km/h (60 mph) in einer Einsatzhöhe von 19.800 m (65.000 ft). Als maximale Flugdauer werden 5,5 Jahre angegeben, wonach die Rückkehr wegen Wartungsarbeiten oder Austausch der Ausrüstung notwendig wird. Hochgeschwindigkeits-Funkverbindungen übertragen während des Flugs die Telemetrie-Daten zum Flugzustand und zur Flugzeugleistung an die Bodenstation.

## Konstruktion
Über die Oberflächen der 50 m spannenden Tragflächen, Leitwerk und Rumpf sind 3000 Photovoltaik Solarzellen verteilt, die die innerhalb der Tragfläche befindlichen Lithium-Ionen-Batterienpacks aufladen. Die Gesamtleistung der Batterien beträgt sieben Kilowatt. Die Nutzlast ist bei den Varianten unterschiedlich und beträgt bei der SOLARA 50 31 kg und 113 kg bei der größeren SOLARA 60. Typische Nutzlasten können Foto- oder Videokameras, Radar, Elektrooptische Sensoren, Signals Intelligence Einrichtungen und GPS-Verfolgungssysteme sein.

## Geplante Nutzung
Als typische zivile Nutzungsszenarien gibt Titan Aerospace den Einsatz von sogenannten Full-Motion Videokameras zur Verfolgung von Abläufen in Echtzeit an. Beispielsweise könnten Staaten diese Technik zur Grenzüberwachung nutzen oder es kann eine fortlaufende Kartierung für Rettungseinsätze im Umfeld von Naturkatastrophen durchgeführt werden. Auch solche speziellen Anwendungen wie Überwachung von Tierwanderungen oder Langzeitwetterbeobachtungen werden als mögliche Anwendungen genannt. Besonders hervorgehoben wird ebenfalls die Nutzung im Zusammenhang mit landwirtschaftlichen Fragestellungen, wie etwa die Überwachung des Getreidewachstums mittels Multispektral-Sensoren.
Generell sollen Atmosats in allen diesen Fällen die Aufgaben von Satelliten zu wesentlich geringeren Kosten übernehmen. Satelliten haben darüber hinaus den Nachteil, dass der Überflug eines interessierenden Ausschnitt der Erdoberfläche nur während bestimmten, relativ kurzen Zeitabschnitten möglich ist. Die Maschinen sollen oberhalb der Flughöhen der allgemeinen Luftfahrt eingesetzt werden, so dass sie nicht den üblichen Luftverkehrsbestimmungen unterliegen.
Ein weiterer wichtiger Nutzungsaspekt ist der Einsatz als Kommunikations-Relaisstation für VHF, UHF und Mikrowellen-Frequenzen. Als Station in einem Mobilfunknetz soll eine Fläche von 16.800 km² abgedeckt werden können. Für militärische Streitkräfte sollen Atmosats auch eine schnelle Verbindungsmöglichkeit als Ersatz für taktische Funkverbindungen schaffen. Auch GPS-Satelliten sollen durch die Maschinen ersetzt werden können.
Durch die Übernahme des Herstellers durch Google Inc. sollen die Technologien in das Project Loon einfließen.
Vergleichbare Muster, die in der Lage sind über lange Zeit in großen Höhen zu operieren sind die AeroVironment Helios aus den späten 1990er Jahren, die Global Observer Stratospheric Persistent Unmanned Air System und die Boeing SolarEagle der Boeing Phantom Works.

## Technische Daten
| Kenngröße            | Daten                                |
| -------------------- | ------------------------------------ |
| Besatzung            | 0                                    |
| Spannweite           | 50 m (SOLARA 50) 60 m (SOLARA 60)    |
| Länge                | 15,5 m (SOLARA 50)                   |
| Masse                | 159 kg (SOLARA 50)                   |
| Nutzlast             | 31 kg (SOLARA 50) 113 kg (SOLARA 60) |
| Reisegeschwindigkeit | 97 km/h                              |
| Dienstgipfelhöhe     | 19.800 m                             |
| max. Flugdauer       | 5,5 Jahre                            |